# Otto Bresling Pedersen
Otto Viggo Bresling (f. Pedersen 11. januar 1921 i København - 29. juli 2009 i København), var en dansk fodboldspiller fra B.1903 der spillede én landskamp i 1940, og gjorde det så overbevisende, at det indbragte ham titlen som Årets Fund i dansk idræt det år.
Otto Bresling fik sik debut på det danske landshold som 19-årig, omstændighederne var lidt specielle: Det var under besættelsen – og modstanderen var Tyskland. Kampen blev spillet i Hamburg og endte med et hæderligt 1-0 nederlag. Han spillede mod den senere tyske landstræner. Helmut Schön, som scorede det tyske mål, og Bresling var som højre halfback sat til at passe på ham.
I 1937 havde Danmark tabt 8-0 til tyskerne i Breslau, så det smalle nederlag blev fejret som en halv sejr.
Landskampen mod tyskerne blev både Breslings første og sidste. Dels på grund af skader i knæ og lår, men også fordi han mistede lysten at spille fodbold.
Bresling gik over til Københavns Idræts Forening og atletikken, hvor han sammen med Niels Holst Sørensen på holdet, vandt DM på 4 x 400 meter med tiden 3:25.4 i 1947. Samme år satte han sine personlige rekorder på 400 meter med 51.8 og 800 meter med 1:58.2.
Otto Bresling Pedersens far Viggo Pedersen deltog ved OL i Stockholm 1912 og vandt otte danske mesterskab og satte 14 danske løbe rekorder. Hans brødre Helge og Poul var begge på B.1903s førstehold. Helge spillede også 13 håndboldslandskampe og var VM-sølv vinder 1948 i markhåndbold.

## Danske mesterskaber
- Guld 1947 4 x 400 meter 3:25.4
- Guld ? 4 x 400 meter